# Joshua Tree (Californie)
Joshua Tree est un census-designated place situé dans le comté de San Bernardino, en Californie. Sa population était de 7 414 habitants en 2010.